# Bodasjön, Hälsingland
Bodasjön är en sjö i Ljusdals kommun i Hälsingland och ingår i Ljusnans huvudavrinningsområde. Sjön är 15 meter djup, har en yta på 1,51 kvadratkilometer och är belägen 114,1 meter över havet.

## Delavrinningsområde
Bodasjön ingår i det delavrinningsområde (684987-151646) som SMHI kallar för Utloppet av Bodasjön. Medelhöjden är 143 meter över havet och ytan är 11,51 kvadratkilometer. Räknas de 8 avrinningsområdena uppströms in blir den ackumulerade arean 56,43 kvadratkilometer. Skrikviksån som avvattnar avrinningsområdet har biflödesordning 2, vilket innebär att vattnet flödar genom totalt 2 vattendrag innan det når havet efter 105 kilometer. Avrinningsområdet består mestadels av skog (40 procent), öppen mark (12 procent) och jordbruk (28 procent). Avrinningsområdet har 1,49 kvadratkilometer vattenytor vilket ger det en sjöprocent på 12,9 procent.